# Robert Breiter
Robert Breiter, född 28 mars 1909 i Lausanne, död 19 november 1985, var en schweizisk ishockeyspelare.
Breiter blev olympisk bronsmedaljör i ishockey vid vinterspelen 1928 i Sankt Moritz.